# Marco Geisler
Marco Geisler (Cottbus, RDA, 18 de enero de 1974) es un deportista alemán que compitió en remo.
Participó en dos Juegos Olímpicos de Verano, obteniendo una medalla de bronce en Sídney 2000, en la prueba de cuatro scull, y el quinto lugar en Atenas 2004, en la misma prueba.
Ganó siete medallas en el Campeonato Mundial de Remo entre los años 1995 y 2003.

## Palmarés internacional
| Juegos Olímpicos   | Juegos Olímpicos        | Juegos Olímpicos  | Juegos Olímpicos |
| Año                | Lugar                   | Medalla           | Prueba           |
| ------------------ | ----------------------- | ----------------- | ---------------- |
| 2000               | Sídney (Australia)      | Medalla de bronce | Cuatro scull     |
| Campeonato Mundial |                         |                   |                  |
| Año                | Lugar                   | Medalla           | Prueba           |
| 1995               | Tampere (Finlandia)     | Medalla de plata  | Cuatro scull     |
| 1997               | Aiguebelette (Francia)  | Medalla de plata  | Cuatro scull     |
| 1998               | Colonia (Alemania)      | Medalla de plata  | Cuatro scull     |
| 1999               | St. Catharines (Canadá) | Medalla de oro    | Cuatro scull     |
| 2001               | Lucerna (Suiza)         | Medalla de oro    | Cuatro scull     |
| 2002               | Sevilla (España)        | Medalla de oro    | Cuatro scull     |
| 2003               | Milán (Italia)          | Medalla de oro    | Cuatro scull     |